# (34817) Shiominemoto
(34817) Shiominemoto est un astéroïde de la ceinture principale de la famille de Hungaria, également aréocroiseur.

## Description
(34817) Shiominemoto est un astéroïde de la ceinture principale, de la famille de Hungaria. Il présente une orbite caractérisée par un demi-grand axe de 1,88 UA, une excentricité de 0,12 et une inclinaison de 22,2° par rapport à l'écliptique.
Il a un diamètre compris entre 5 et 9 kilomètres.

## Compléments